# 금호리조트
금호리조트(Kumho Resort)는 1989년 7월 14일 금호개발(주)로 설립되어 금호아시아나그룹 계열의 레저전문 기업으로 출범하였다.

## 연혁
- - 1989년 7월 14일 주식회사 금호개발 설립 (제1대 김흥기 대표이사)

- - 1993년 6월 8일 아시아나컨트리클럽 개장

- - 1994년 4월 17일 금호충무마리나리조트 요트장 개장

- - 1995년 4월 9일 금호충무마리나리조트 콘도미니엄 개장

- - 1996년 11월 15일 진주 컨트리클럽 개장

- - 1997년 6월 21일 금호설악리조트 개장

- - 1997년 9월 20일 금호화순리조트 개장

- - 2001년 8월 19일 진주 컨트리클럽 매각

- - 2002년 5월 18일 금호제주리조트 개장

- - 2006년 6월 11일 금호화순리조트 아쿠아나 개장

- - 2008년 2월 29일 아산스파비스 인수운영

- - 2008년 8월 30일 웨이하이 포인트 호텔&골프리조트 개장

- - 2012년 2월 1일 제9대 박상배 대표이사 취임

- - 2018년 1월 1일 제10대 김현일 대표이사 취임

- - 2021년 3월 31일 금호석유화학그룹에 매각

- - 2021년 4월 21일 제11대 김성일 대표이사 취임

## 본점 및 지점 현황
- 본점: 경기도 용인시 처인구 양지면 양대로 290
- 아시아나CC: 경기도 용인시 처인구 양지면 양대로 290
- 통영마리나: 경상남도 통영시 큰발개1길 33 (도남동)
- 화순: 전라남도 화순군 백아면 옥리길 14-21[2]
- 설악: 강원특별자치도 속초시 사당골길 43 (노학동)
- 제주: 제주특별자치도 서귀포시 남원읍 태위로 522-12
- 아산스파비스: 충청남도 아산시 음봉면 아산온천로157번길 67